# Шаван-сюр-Ресуз
Шава́н-сюр-Ресу́з (фр. Chavannes-sur-Reyssouze) — коммуна во Франции, находится в регионе Рона — Альпы. Департамент — Эн. Входит в состав кантона Пон-де-Во. Округ коммуны — Бурк-ан-Брес.
Код INSEE коммуны — 01094.

## География
Коммуна расположена приблизительно в 340 км к юго-востоку от Парижа, в 80 км севернее Лиона, в 31 км к северо-западу от Бурк-ан-Бреса.
На юге коммуны протекает река Ресуз.

## Климат
Климат полуконтинентальный с холодной зимой и тёплым летом. Дожди бывают нечасто, в основном летом.

## Население
Население коммуны на 2010 год составляло 680 человек.
| 1962 | 1968 | 1975 | 1982 | 1990 | 1999 | 2010 |
| ---- | ---- | ---- | ---- | ---- | ---- | ---- |
| 729  | 614  | 573  | 543  | 565  | 580  | 680  |

## Администрация
| Период | Период | Фамилия     | Партия | Примечания |
| ------ | ------ | ----------- | ------ | ---------- |
| 1995   | 2008   | Жорж Шевоше |        |            |
| 2008   | 2020   | Поль Морель |        |            |

## Экономика
В 2010 года среди 429 человек трудоспособного возраста (15—64 лет) 328 были экономически активными, 101 — неактивными (показатель активности — 76,5 %, в 1999 году было 72,5 %). Из 328 активных жителей работали 317 человек (177 мужчин и 140 женщин), безработных было 11 (5 мужчин и 6 женщин). Среди 101 неактивных 37 человек были учениками или студентами, 33 — пенсионерами, 31 были неактивными по другим причинам.

## Достопримечательности
- Замок Марест[фр.] (XVII век). Исторический памятник с 1969 года.[4]

## Фотогалерея

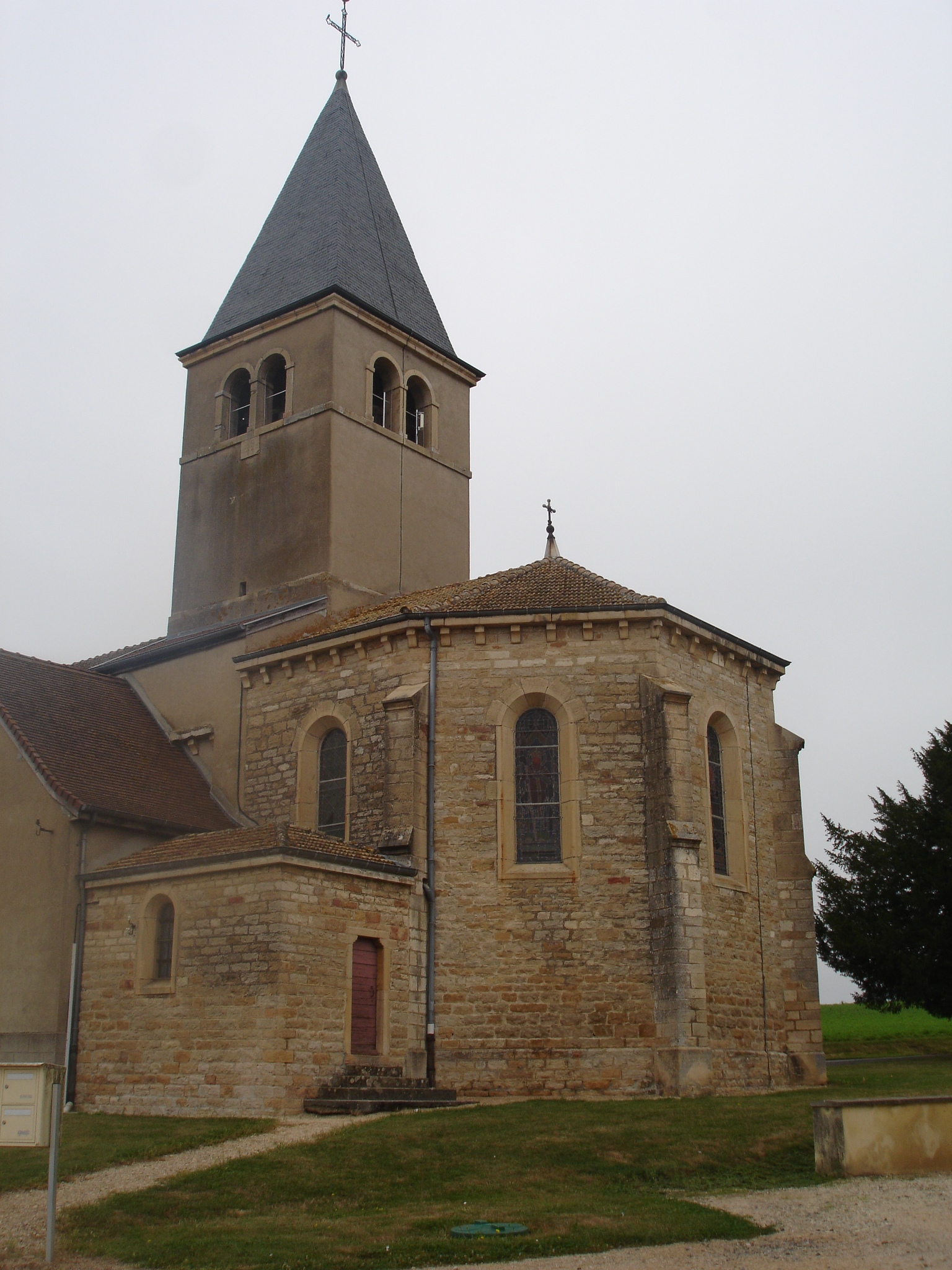
Церковь
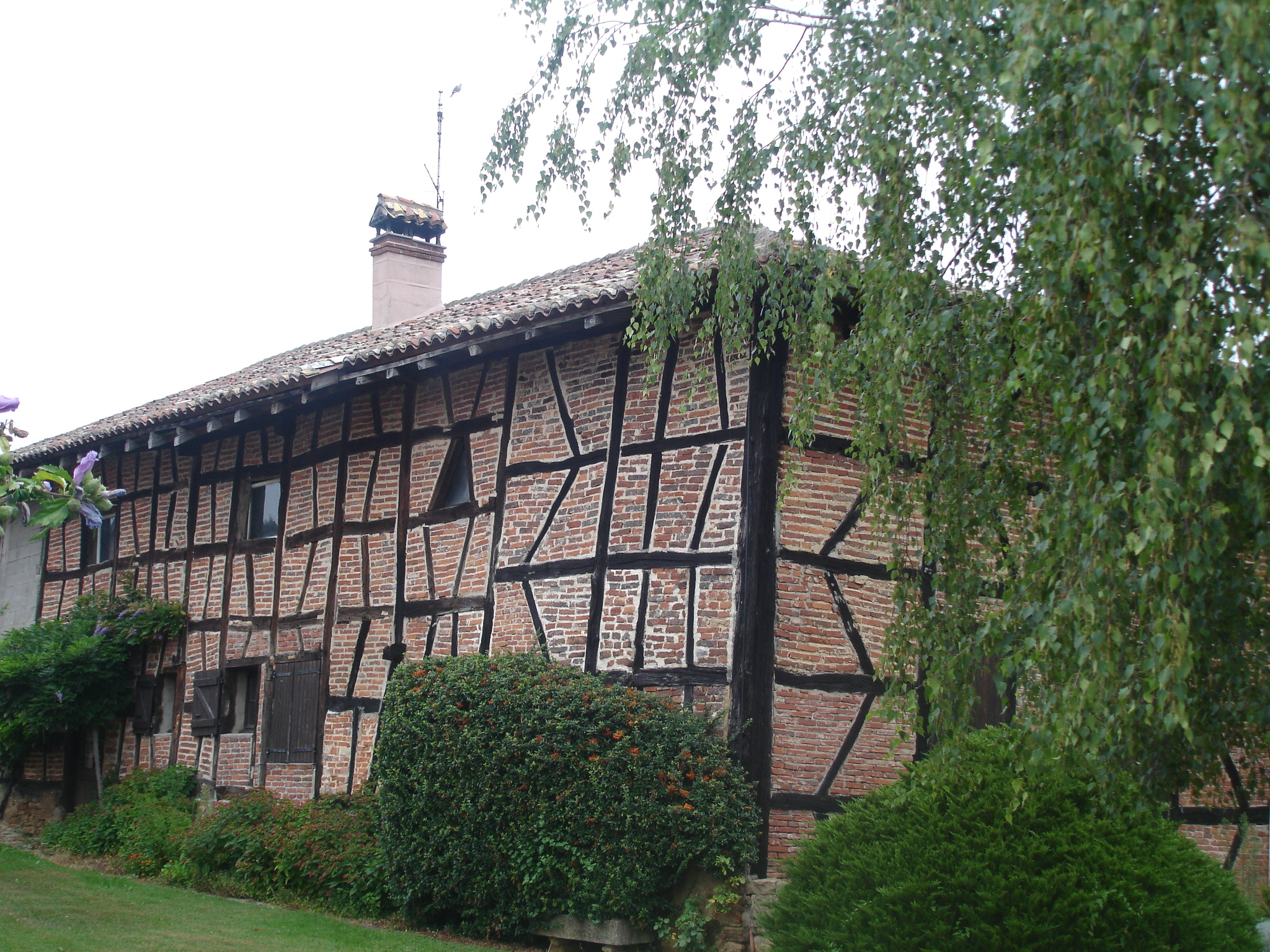
Типичный дом
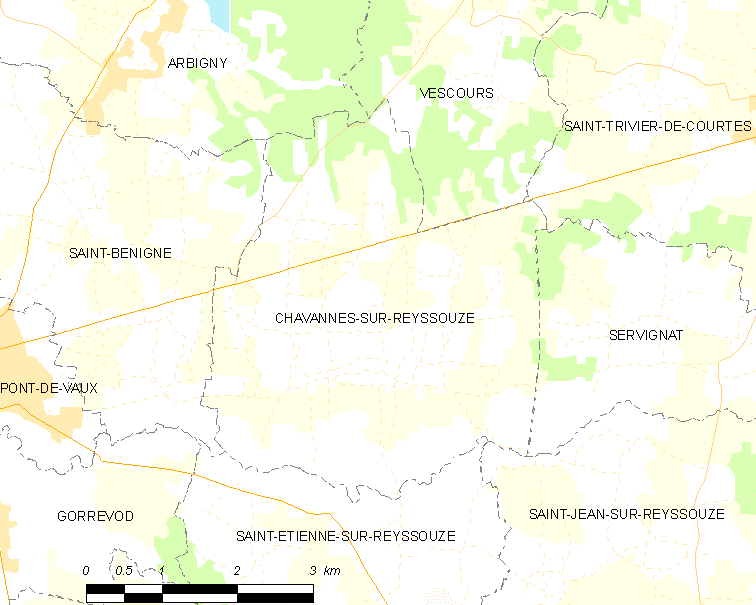
Карта коммуны